# زلزال إسطنبول 2019
زلزال اسطنبول 2019 هو زلزالٌ وقعَ في إسطنبول في تركيا بتاريخ 26 سبتمبر 2019. بلغت شدتهُ 5.7 على مقياس درجة العزم، وبلغت شدتهُ 5.8 على مقياس ريختر.